# Tipula vulpecula
Tipula vulpecula är en tvåvingeart som beskrevs av Günther Theischinger 1979. Tipula vulpecula ingår i släktet Tipula och familjen storharkrankar. Inga underarter finns listade i Catalogue of Life.